# E3 Harelbeke 1995
De E3 Harelbeke 1995 is de 38e editie van de wielerklassieker E3 Harelbeke en werd verreden op 25 maart 1995. Bart Leysen kwam na 206 kilometer als winnaar over de streep.

## Uitslag
| Plaats  | Naam             | Ploeg                        | Tijd     |
| ------- | ---------------- | ---------------------------- | -------- |
| Winnaar | Bart Leysen      | Mapei-GB-Latexco             | 4u53’00” |
| 2       | Steffen Wesemann | Team Deutsche Telekom        | + 11”    |
| 3       | Carlo Bomans     | Mapei-GB-Latexco             | z.t.     |
| 4       | Jo Planckaert    | Collstrop-Lystex             | z.t.     |
| 5       | Tristan Hoffman  | TVM-Farm Frites              | z.t.     |
| 6       | Giovanni Fidanza | Polti-Granarelo-Santini      | z.t.     |
| 7       | Mauro Bettin     | Aki-Gipiemme-Pitti Shoes     | z.t.     |
| 8       | Rolf Sörensen    | MG Boys Maglificio-Technogym | z.t.     |
| 9       | Wim Omloop       | Collstrop-Lystex             | z.t.     |
| 10      | Guido Bontempi   | Gewiss-Ballan                | z.t.     |